# (5800) Pollock
(5800) Pollock es un asteroide perteneciente al cinturón de asteroides, región del sistema solar que se encuentra entre las órbitas de Marte y Júpiter, descubierto el 16 de octubre de 1982 por Antonín Mrkos desde el Observatorio Kleť, České Budějovice, República Checa.

## Designación y nombre
Designado provisionalmente como 1982 UV1. Fue nombrado Pollock en homenaje a Jackson Pollock, pintor estadounidense, líder del movimiento expresionista abstracto.

## Características orbitales
Pollock está situado a una distancia media del Sol de 3,106 ua, pudiendo alejarse hasta 3,623 ua y acercarse hasta 2,589 ua. Su excentricidad es 0,166 y la inclinación orbital 2,982 grados. Emplea 1999,67 días en completar una órbita alrededor del Sol.

## Características físicas
La magnitud absoluta de Pollock es 13. Tiene 10,779 km de diámetro y su albedo se estima en 0,105. 